# Krepostnaya (serie de televisión)
Krepostnaya (en ruso: Крепостная) o Kriposna (en ucraniano: Кріпосна), que en español significa "sierva" o "servidumbre", es una serie de televisión ucraniana interpretada en ruso, la cual es conocida internacionalmente por su nombre de distribución: Love in chains. La serie, coproducida por StarLight Films y Film.UA, contó con Tala Prystaetskaya como autor-productor.
Se trata de una serie basada y adaptada a partir de la novela del escritor y poeta brasileño
Bernardo Joaquim da Silva Guimarães, titulada "La esclava Isaura", famosa historia escrita durante la campaña de abolicion de esclavitud de 1875 en Brasil. En este caso, la trama de Krepostnaya, de carácter melodramático, cuenta las aventuras de la sierva ucraniana Katerina, interpretada por la actriz rusa Katerina Kovalchyk. Esta lucha por su libertad en el Nizhyn del siglo XIX.

## Sinopsis
La acción tiene lugar en 1856 en la gobernación de Chernígov del Imperio ruso (territorio de la actual Ucrania), cerca de la ciudad de Nizhyn, y también en Kiev. En estos tiempos, antes de la reforma del derecho al voto, los campesinos no tienen libertad personal, es decir, están sujetos a servidumbre. Así, la serie cuenta la historia de una sierva, Katerina Verbitskaya (propiedad del terrateniente más rico de Nizhyn, Peter Chervinsky), que no parece ni se comporta como una campesina, ya que tiene modales impecables, ha aprendido varios idiomas extranjeros, toca el piano e incluso pinta. Esto sucedió gracias a su madrina, la noble Anna Chervinskaya (esposa de Chervinsky), que fue quien la crio desde niña. De este modo, la protagonista de la serie se encuentra involuntariamente en la frontera de dos mundos: nobles e intelectuales por un lado y siervos encarcelados, convertidos por las autoridades rusas en propiedad material, por otro. 
Por su parte, Katerina está enamorada del noble Aleksey Kosach, pero esta relación se ve obstaculizada debido a que pertenecen a clases sociales muy diferentes. Por esta razón, Chervinsky está extremadamente descontento. Así, por amor y ansias de libertad, la sierva tendrá que sobrevivir a la muerte de sus seres queridos, no dejarse llevar por el pánico del levantamiento popular, huir de la servidumbre, proteger su honor o vagar por la red de burdeles de Kiev, entre otros aspectos.

## Reparto
Reparto de la serie:
- Katerina Kovalchyk - Katerina Verbitskaya
- Aleksey Yarovenko - Aleksey Kosach
- Ksenia Mishyna - Lidiya Shefer
- Stanislav Boklan - Peter Chervinsky
- Yuliya Aug - Anna Chervinskaya
- Olha Sumska - Sofya Kosach
- Mark Drobot - Nikolay Doroshenko
- Olesia Zhurakivska - Pavlina
- Mikhail Gavrilov - Grigoriy Chervinsky
- Serhiy Oziryany - Aleksandr Doroshenko
- Anna Sahaydachna - Natali Doroshenko
- Alina Kovalenko - Olga Rodzevich
- Natalka Denisenko - Larisa Yakhontova
- Maxim Radugin - Andrey Zhadan
- Oksana Voronina - madre de Afanasiy
- Slava Krasovska - Galina
- Igor Gnezdilov - Yakov
- Natalya Vasko - Madame Makarova
- Fatima Horbenko - Yelena Koreneva
- Daria Legeida - Vasilina

## Temporadas
| Temporada | Temporada | Episodios | Rango de episodios | Emisión original        | Emisión original         |
| Temporada | Temporada | Episodios | Rango de episodios | Inicio                  | Final                    |
| --------- | --------- | --------- | ------------------ | ----------------------- | ------------------------ |
|           | 1         | 24        | 1 - 24             | 25 de febrero de 2019   | 14 de marzo de 2019      |
|           | 2         | 24        | 25 - 48            | 2 de septiembre de 2019 | 19 de septiembre de 2019 |
|           | 3         | 24        | 49 - 72            | 1 de noviembre de 2021  | 18 de noviembre de 2021  |

## Críticas
La serie de televisión recibió críticas negativas de críticos de cine ucranianos; en particular, un crítico del canal de televisión 24 criticó la serie por su idioma ruso y destacó lo absurdo del mensaje de los creadores de que "hace 100 años en Ucrania nadie hablaba ucraniano". Asimismo, también por el hecho de hablar ruso, la serie fue criticada por los espectadores ucranianos incluso antes de su emisión, cuando apareció el primer tráiler y quedó claro que en toda la serie, creada con material ucraniano, se hablaba en dicho idioma.

## Obras derivadas
El 1 de enero de 2019, StarLight Films y Film.UA, en asociación con la editorial KSD, lanzaron un libro en ruso dividido en dos partes basado en la serie.